# ديلون رايت
ديلون رايت (بالإنجليزية: Delon Wright)‏ مواليد 26 أبريل 1992 في لوس أنجلوس، هو لاعب كرة سلة محترف أمريكي بدأ مسيرته الاحترافية في سنة 2015 حيث تم اختياره من قبل فريق تورونتو رابتورز خلال الدرافت، يلعب مع فريق تورونتو رابتورز في الرابطة الوطنية لكرة السلة كلاعب هجوم خلفي ويحمل الرقم 55. يبلغ طوله 6 قدم 5 بوصة (2.0 م).

## روابط خارجية
- ديلون رايت على موقع إن بي أي (الإنجليزية)
- ديلون رايت على موقع سبورتس رفرنس (الإنجليزية)
- ديلون رايت على موقع كرة السلة الأوروبية.كوم (الإنجليزية)
- ديلون رايت على موقع إي إس بي إن.كوم (الإنجليزية)
- ديلون رايت على موقع كلية كرة السلة في سبورتس رفرنس.كوم (الإنجليزية)
- ديلون رايت على موقع ريلجم (الإنجليزية)
- ديلون رايت على موقع بروبوليرز (الإنجليزية)
- ديلون رايت على موقع سبورتس رفرنس (الإنجليزية)